# Arthur Heygate Mackmurdo
Arthur Heygate Mackmurdo lub Artur Macmurdo (ur. 12 grudnia 1851 w Londynie, zm. 15 marca 1942 tamże) – angielski architekt i projektant tworzący w stylu secesji. 

## Życiorys
Studiował w School of Oxford, był uczniem Johna Ruskina. Był jednym z twórców ruchu Arts and Crafts i współzałożycielem pisma "The Hobby Horse".
Oprócz budynków był także autorem projektów secesyjnych mebli, grafik i metaloplastyki.